# Terrence Howard
Terrence Dashon Howard (Chicago (Illinois), 11 maart 1969) is een Amerikaans acteur en zanger. Voor zijn hoofdrol in Hustle & Flow (2005) werd hij genomineerd voor zowel een Academy Award als een Golden Globe. Meer dan vijftien andere filmprijzen kreeg hij gedurende zijn carrière daadwerkelijk toegekend, waaronder een BET Award, meerdere Black Reel Awards en een Satellite Award. In 2019 kreeg hij een ster op de Hollywood Walk of Fame.
Howard was van 1989 tot 2003 getrouwd met Lori McCommas, met wie hij drie kinderen kreeg: Aubrey, Hunter en Heavenly. Anderhalf jaar na hun scheiding hertrouwden de twee in februari 2005. Howard is een kleinzoon van Minnie Gentry, die tussen 1972 en 1992 als actrice te zien was in verschillende films en televisieseries. Zijn beide ouders zijn het kind van één blanke en één gekleurde ouder. Hij is een van hun elf kinderen.
Terrence Howard heeft ook een muziekalbum uitgebracht getiteld Shine Through It.
Van 2015 tot 2020 was hij in de serie Empire te zien als de rapper/platenbaas Lucious Lyon.
In 2022 kondigde hij aan te stoppen met zijn acteercarrière.

## Filmografie
- The system (2022)
- St. Vincent (2014)
- Prisoners (2013)
- Dead Man Down (2013)
- The Company You Keep (2012)
- The Ledge (2011)
- Law & Order: Los Angeles (2010)
- Fighting (2009)
- For All Mankind (2009)
- The Princess and the Frog (2009, stem)
- Iron Man (2008)
- The Perfect Holiday (2007)
- Awake (2007)
- August Rush (2007)
- The Brave One (2007)
- The Hunting Party (2007)
- Pride (2007)
- Idlewild (2006)
- Get Rich or Die Tryin' (2005)
- Four Brothers (2005)
- Hustle & Flow (2005)
- The Salon (2005)
- Ray (2004)
- Crash (2004)
- Love Chronicles (2003)
- Biker Boyz (2003)
- Hart's War (2002)
- Glitter (2001)
- Angel Eyes (2001)
- Investigating Sex (2001)
- Big Momma's House (2000)
- The Best Man (1999)
- Best Laid Plans (1999)
- Valerie Flake (1999)
- The Players Club (1998)
- Spark (1998)
- Butter (1998)
- Johns (1996)
- Sunset Park (1996)
- Mr. Holland's Opus (1995)
- Dead Presidents (1995)
- Lotto Land (1995)
- Who's the Man? (1993)
- The Jacksons: An American Dream (1992)

## Discografie
- Shine Through It (2008)

- Biblioteca Nacional de España: XX1645183
- Bibliothèque nationale de France: cb14462389j (data)
- Gemeinsame Normdatei: 140016112
- International Standard Name Identifier: 0000 0000 7824 4751
- Library of Congress Control Number: no2001040641
- Nationale Bibliotheek van Letland: 000343005
- MusicBrainz: 24f7ec60-33f7-4a17-9b81-3602809651eb
- Nationale Bibliotheek van Tsjechië: xx0085802
- Nationale Bibliotheek van Israël: 987007431823305171
- Nationale Bibliotheek van Polen: a0000001722572
- Nederlandse Thesaurus van Auteursnamen: 292143273
- SNAC: w6js9sck
- Système universitaire de documentation: 129507407
- Virtual International Authority File: 19904319
- WorldCat: E39PBJcRf9KB4jqBRHjwG6QTHC